# Dmitri Young
Dmitri Dell Young (né le 11 octobre 1973 à Vicksburg, Mississippi, États-Unis) est un joueur de baseball américain ayant évolué dans les Ligues majeures à la position de premier but de 1996 à 2008.

## Carrière
Dmitri Young a été sélectionné par les Cardinals de Saint-Louis en première ronde (4e choix au total) du repêchage du baseball en 1991. Il a fait ses débuts avec les Cards en 1996, disputant 16 parties, puis joué sa première saison complète l'année suivante.
En novembre 1997, il est échangé aux Reds de Cincinnati contre le lanceur Jeff Brantley. Mais les Reds décideront de ne pas protéger Young lors du repêchage d'expansion, et le joueur de premier but sera sélectionné par les Devil Rays de Tampa Bay, qui doivent faire leur entrée dans la Ligue américaine en 1998. Cependant, Young ne jouera pas un match avec les Devil Rays, qui le renvoient à Cincinnati contre le joueur de champ extérieur Mike Kelly.
Dmitri Young a conservé une moyenne au bâton supérieure à ,300 durant quatre saisons consécutives, de 1998 à 2001.
Après quatre saisons chez les Reds, il est échangé aux Tigers de Detroit le 11 décembre 2001, contre le voltigeur Juan Encarnacion et le lanceur Luis Pineda. 
Le 14 février 2007, il signe comme joueur autonome avec les Nationals de Washington. À sa première année avec l'équipe, il montre une moyenne au bâton de ,320, sa meilleure en carrière, avec 74 points produits.
Young est aussi un excellent frappeur de doubles. Il compte huit saisons de plus de vingt doubles et cinq avec plus de trente. Il a cogné 48 doubles avec les Reds en 1998.

## Vie personnelle
À l'été 2006, Dmitri Young a admis avoir des problèmes d'alcool, de drogue et de dépression. Il est membre des Alcooliques anonymes et a d'ailleurs le logo de l'organisation tatoué sur une main. En novembre 2006, après avoir été hospitalisé, les médecins de Young lui ont appris qu'il souffrait de diabète.
Delmon Young, le jeune frère de Dmitri Young, est également un joueur de baseball professionnel ayant fait ses débuts dans les ligues majeures en 2006.